# Claudia Marcella Minor
Claudia Marcella Minor est le nom de la fille cadette d’Octavie la Jeune, la sœur de l’empereur Auguste et de son premier mari, Caius Claudius Marcellus. Selon Suétone, elle et sa sœur Claudia Marcella Major étaient connues sous le nom des sœurs Marcellae. 

## Biographie
Elle est née après la mort de son père. On pense généralement qu’elle fut mariée deux fois mais ses mariages ne sont pas mentionnés explicitement dans les textes.
Son premier mariage fut avec un Claudius Pulcher, par adoption Marcus Valerius Messalla Appianus, qui fut consul en -12 mais mourut avant la fin de son mandat. Ils eurent un fils appelé Marcus Valerius Messalla Barbatus qui mourut également avant la fin de son consulat mais pas avant d’avoir épousé sa cousine Domitia Lepida et engendré une fille la future impératrice Messaline,.
Après la mort d’Appianus, Marcella se maria pour la seconde fois avec Marcus Valerius Messalla Messallinus et la troisième fois avec l’ancien consul et censeur, Lucius Aemilius Lepidus Paullus. Paullus avait également été marié et avait perdu son épouse (Cornelia, la demi-sœur maternelle de Julia, la fille de César) avec qui il avait trois enfants. Marcella et Paullus ont peut-être eu un fils, appelé Paullus Aemilius Regillus qui fut questeur sous Tibère.
D’autres sources, toutefois ne lui attribuent qu’une seule fille de son premier mariage: Claudia Pulchra, née autour de -13, qui devint la seconde femme de son cousin, Publius Quinctilius Varus, après la mort de sa première femme, Vipsania Marcella. Après la mort de son deuxième mari, Claudia Pulchra épousa Marcus Valerius Messalla Appianus avec qui elle eut un fils; du deuxième mariage, Marcus Valerius Messalla Barbatus (père de Messaline) et une fille Valeria qui épousa Lucius Vipstanus Gallus, préteur en 17.